# Walter Lingg
Walter Lingg (* 12. Oktober 1958) ist ein österreichischer Hotelier und ehemaliger Politiker (ÖVP), der von 1994 bis 2007 Abgeordneter zum Vorarlberger Landtag war. Lingg lebt in Au, ist verheiratet und Vater von drei Kindern.
Lingg vertrat die ÖVP vom 31. Oktober 1994 bis zum 6. Juni 2007 im Vorarlberger Landtag und hatte innerhalb des ÖVP-Landtagsklubs die Funktion des Wirtschafts- und Tourismussprechers inne. Er legte sein Mandat 2007 nieder, um sich verstärkt um sein Hotel in Au kümmern zu können. Gleichzeitig trat er von seiner Funktion als Präsident des Vorarlberg Tourismus zurück, in die er im Alter von 36 Jahren gewählt worden war. Lingg war zu diesem Zeitpunkt der jüngste Präsident des Landesverbands Vorarlberg Tourismus gewesen. 
1985 übernahm er die Geschäfte des Hotelbetriebs von seinem Vater, Walter Lingg senior.